# Bernd-Jürgen Hamann
Bernd-Jürgen Hamann (* 26. Juli 1942; † 9. Juni 2004 in Berlin) war ein evangelischer Pfarrer, der durch seine Motorradgottesdienste und Rockmessen bundesweit bekannt wurde.

## Leben
Hamann studierte in den 1960er-Jahren evangelische Theologie in Berlin und Heidelberg. In den 1970er-Jahren organisierte er die ersten Motorradgottesdienste.
1983 wechselte er als Jugendpfarrer an die evangelische Luisengemeinde am Gierkeplatz in Berlin. Dort fanden auch die durch ihn berühmten Rockmessen statt, in denen christliche Rockbands für die musikalische Untermalung der Gottesdienste sorgten. Hamann lud Politiker, Wissenschaftler und andere Prominente als Laienprediger zu Gottesdiensten ein. Bei den sogenannten Focusgottesdiensten waren bekannte Persönlichkeiten wie Franz Müntefering, Regine Hildebrandt, Eberhard Diepgen oder Jürgen Fliege zu Gast.
Er war 1991 Mitbegründer des Dachverbands der christlichen Motorradgruppen in Deutschland, der GCM, und deren Ehrenvorsitzender.
1996 sorgte er für Aufsehen, als er die erste evangelische Technomesse veranstaltete. Im selben Jahr fuhr er zusammen mit der Jungen Gemeinde mit einem eigenen Wagen unter dem Motto „Rave 4 Christ“ auf der Berliner Loveparade mit. 1999 organisierte er die erste „Space-Messe“ für Fans der Kultserie und der Kultfilme Star Trek und Star Wars.
Bernd-Jürgen Hamann verstarb bei einer Autofahrt an einem Herzinfarkt, in dessen Folge er einen Autounfall hatte, bei dem jedoch keine weiteren Personen verletzt wurden.

## Werke
- Bernd-Jürgen Hamann: Im frischen Fahrtwind will ich Dich loben. Ein Rockerpfarrer berichtet. Claudius Verlag, München 1980, ISBN 3-532-61811-7.